# 唐义识
唐义识（也作唐善识、唐尚识）（?—?），唐朝凌烟阁二十四功臣之一唐俭的儿子，并州晋阳县人。
贞观十一年（637年），尚唐太宗第六女豫章公主，贞观十五年（641年），豫章公主出资在龙门石窟南壁建造了两小龛，是为求自身及与唐义识所生的儿子平安。最后，唐义识与豫章公主合葬，並陪葬于昭陵。
子唐见日。

## 传记资料
- 《旧唐書》列传第八·唐俭传